# 阿雷阿杜
阿雷阿杜是巴西米纳斯吉拉斯州的一个市镇。总面积280.754平方公里，总人口13181人，人口密度46.9人/平方公里。